# Francisco Lesmes
Francisco Lesmes Bobed (Ceuta, España, 4 de marzo de 1924 - 11 de agosto de 2005) fue un futbolista español. Jugaba de defensa. Era hermano de Rafael Lesmes.

## Trayectoria

### Como jugador
| Club                      | País          | Año           | PJ  | G |
| ------------------------- | ------------- | ------------- | --- | - |
| Imperio de Ceuta          | España        | ????-????     |     |   |
| África Ceutí              | España        | ????-1943     |     |   |
| S. D. Ceuta               | España        | 1943-1946     | 37  | 4 |
| Granada C. F.             | España        | 1947-1949     | 57  | 1 |
| Real Valladolid Deportivo | España        | 1949-1961     | 318 | 3 |
| Total carrera             | Total carrera | Total carrera | 412 | 8 |

### Como entrenador
| Club                      | País   | Año               | P  | PG | PE | PP | Puntos % |
| ------------------------- | ------ | ----------------- | -- | -- | -- | -- | -------- |
| Real Valladolid Deportivo | España | 1960-62 y 1963-64 | 63 | 29 | 6  | 28 | 49.2     |

## Internacionalidades
- 1 vez internacional con la Selección española de fútbol.
- Debutó con la selección española en Madrid el 6 de enero de 1954 contra Turquía.

## Palmarés

### Distinciones individuales
| Distinción            | Año  |
| --------------------- | ---- |
| Trofeo Monchín Triana | 1956 |